# Biharfélegyháza község
Biharfélegyháza község (románul: Comuna Roșiori) község Bihar megyében, Romániában. Központja Biharfélegyháza, beosztott falvai Biharvajda, Félegyházi Újtelep.

## Népessége
A 2011-es népszámlálás adatai alapján a község népessége 3113 fő volt.

## Története
2003-ban hozták létre önálló községként, előtte falvai Bihardiószeg községhez tartoztak.